# 박정룡
박정룡은 아주자동차대학의 교수이자 대한민국 최초의 카레이서다.

## 경력
- 1982년~1990년: 기아자동차 중앙기술연구소 실험팀
- 1984년~1986년: 일본 마쓰다자동차 기술연구소 연수
- 1987년: 대한민국 최초의 오프로드 자동차 경기 개최, 카레이서로 데뷔
- 1988년: '파리-다카르 랠리’에 한국인 최초 참가
- 2000년~: 모터스포츠 해설위원, KMRC 경기위원장
- 2005년~: 아주자동차대학 교수
- 2012년: 카레이서 은퇴
- 2013년: 2013-2014 짐카나&드리프트 챌린지 1라운드 심사위원
- 어울림 레이싱팀 감독
- 2020년: 넥센 스피드레이싱 아주자동차레이싱팀 감독

## 수상
- 1995년: 한국모터챔피언쉽 시리즈 N1-A 초대 챔피언
- 1995년: 세계랠리챔피언십(WRC)호주랠리 우승 (기아자동차팀)
- 1996년: 세계랠리챔피언십(WRC)인도네시아랠리 우승
- 2001년: 일본 인터내셔널 Pokka 1000km 내구레이스 우승

## 방송
- 더 랠리스트 (2015) - 심사위원